# Madiun (stadsgemeente)
Madiun (oude spelling: Madioen) is een stadsgemeente in Oost-Java, Indonesië. Het ligt circa 169 kilometer ten zuidwesten van Surabaya en 114 kilometer ten oosten van Yogyakarta, in een tropisch berglandschap omgeven door vulkanen.

## Geschiedenis
Op 18 juli 1568 werd prins Timur heerser van het regentschap Purabaya, later Madiun genaamd. Dit feit wordt nog jaarlijks gevierd. In 1590 werd de stad veroverd door het machtige koninkrijk Mataram en bleef onder deze heerschappij tot 1830, toen de Nederlanders het in de Java-oorlog veroverden.
Op 18 september 1948 werd in Madiun de macht overgenomen door de PKI (Partai Kommunis Indonesia) onder leiding van Manoevar Moesso. In opdracht van Soekarno werd de Siliwangidivisie, een elite-eenheid van het nationale leger ingezet. Er werden 10.000 personen gedood (30.000 gevangengenomen) en daarna hadden de nationalisten de handen vrij om de strijd voort te zetten tegen de Nederlandse regering. Het neerslaan van deze communistische vijand gaf Soekarno voldoende krediet bij de Amerikanen, waardoor ze de onafhankelijkheid van Indonesië gingen steunen.

## Omgeving
Madiun ligt aan de oostkant van de rivier de Madiun. In de omgeving werd veel suikerriet verbouwd en nog werken er enkele suikerfabrieken. Er is een grote treinenbouwer gevestigd (PT Inka). Een arboretum is te bezoeken.
De stad kent een officiersschool en de legerdivsie Barwijaya is hier gelegerd.

## Verbindingen
Madiun heeft een spoorwegstation aan de lijn Surabaya-Yogyakarta. Er is verder een groot busstation.
Er is een vliegveld, namelijk de luchthaven Iswahyudi (internationale code WARI), ook bekend als luchthaven Maospati. Het vliegveld is gelegen in Maospati, Magetan Regentschap.

## Lijst van Burgemeesters/Walikota
In 1906 werd de gemeente afgescheiden van het gelijknamige regentschap en bevorderd tot stadgemeente. Aan het hoofd van het bestuur kwam de assistent-resident Ir. W.M. Ingenluyf. De eerste burgemeester werd pas in 1929 aangesteld (Mr. R.A. Schotman).     
| - Mr. R.A. Schotman (1929-1934) - J.H. Boerstra (1933-1936) - Mr. L. van Dijk (1936-1940) - Dr. Mr. R.Ng. Soebroto (1940-1941) - Mr. R. Soesanto Tirtiprodjo (1941-1942) - Soedibjo - R.Porbo Siswono - Soepardi - R. Mochamad - R.M Sudiono - R. Singgih - R. Moentoro - R. Moestadjab | - R. Roeslan - R. Soepardi - Soemadi - Soebagyo - Dr. R Roekito - Drs. Imam Soenardji - Achmad Dawaki - Drs. Marsoedi - Drs. Masdra M. Jasin - Drs. Bambang Pamoedjo - Drs. H. Achmad Ali - Kokok Raya - Bambang Irianto (2009-2016 - Sugeng Rismiyanto (2017-2019) - Maidi (2019 - |

## Geboren
- Joan Voûte (1879-1963), astronoom

Stadsgemeenten: Batu · Blitar · Kediri · Madiun · Malang · Mojokerto · Probolinggo · Pasuruan · Surabaya

Regentschappen: Banyuwangi · Bangkalan · Blitar · Bojonegoro · Bondowoso · Gresik · Jember · Jombang · Kediri · Lamongan · Lumajang · Madiun · Magetan · Malang · Mojokerto · Nganjuk · Ngawi · Pacitan · Pamekasan · Pasuruan · Ponorogo · Probolinggo · Sampang · Sidoarjo · Situbondo · Sumenep · Trenggalek · Tuban · Tulungagung